# ماثيو كلانسي
ماثيو كلانسي (بالإنجليزية: Matthew Clancy)‏ هو لاعب كرة القدم الغالية أيرلندي، ولد في 16 مايو 1982 في غالواي في جمهورية أيرلندا.